# 麹町土地建物
麹町土地建物株式会社（こうじまちとちたてもの、旧商号：愛時資株式会社）
は、かつて日本に実在した不動産会社である。バブル期に金融機関や大手企業からの出資を受け、事業用不動産の売買・開発などを手がけていたが、バブル崩壊以降は事業が急速に減退し、借入金負担と不動産売却による損失から累損が大幅に拡大、競売にかけた不動産物件に長期間買い手がつかなかったことから、グループ会社3社とともに東京地方裁判所へ自己破産を申請。2003年11月に、2000億円の負債を抱え倒産した。